# Museo Picasso de Buitrago
El Museo Picasso - Colección Eugenio Arias de Buitrago del Lozoya (Madrid) se encuentra instalado en los bajos de su ayuntamiento desde 1985. Fue creado gracias a la donación de las obras que durante 26 años fue atesorando Eugenio Arias Herranz, barbero y gran amigo de Picasso.

## Historia
La colección, cedida por Eugenio Arias a la Diputación de Madrid en 1982, fue trasladada desde Francia a España tras el largo exilio del "barbero de Picasso", como le solía llamar el artista. La única condición que puso fue que dicha colección se instalara en Buitrago del Lozoya, para responder así a su deseo de crear un museo monográfico en su pueblo natal.
De este modo, el 5 de marzo de 1985, y con la asistencia del entonces presidente de la Comunidad de Madrid, Joaquín Leguina, el alcalde de Buitrago del Lozoya, Bernardo Varona, y Eugenio Arias con su esposa, se inaugura uno de los 68 museos que hay repartidos por Europa, Asia y América con obras de Picasso: la Colección Eugenio Arias.

## La amistad entre Picasso y Arias
Eugenio Arias Herranz nació en 1909 en Buitrago del Lozoya. Allí fue a la escuela hasta los 9 años y trabajó como peluquero hasta la guerra civil española. Al finalizar esta se exilió a Francia y, tras las dificultades vividas en los campos de concentración y en el maquis, pudo por fin afincarse con la que será su mujer en la ciudad de Vallauris (Costa Azul) hacia el año 1946, donde instaló su peluquería.
Por aquellas fechas, Picasso había fijado también su residencia en Vallauris, en la villa La Galloise, con su esposa Françoise Gilot (la madre de Claude y Paloma).
Picasso comenzó a acudir en 1948 a la barbería de Eugenio Arias, donde disfrutaba de la conversación con el barbero, exiliado comunista como él. El pintor, fiel a las amistades antiguas, hizo partícipe a Arias de su círculo artístico e íntimo de amigos, de los cuales también se conservan recuerdos en el museo: Jacqueline Rocque, Françoise Gilot, Jean Cocteau, David Douglas Duncan, Edouard Pignon, Hélène Parmelin o André Villers son algunos de los ejemplos.
Apenas conversaban de política a pesar de sus afinidades ideológicas. Ambos compartían la vida cotidiana: jugaban a las cartas, realizaban rondas a los bares, asistían a las corridas de toros, conversaban sobre España y Arias le recitaba poesía española. Pero la relación entre ambos era más amplia y compleja: el barbero se encargaba de las relaciones humanas del artista con el mundo exterior durante los años que vivió en Vallauris. Desde su peluquería, Arias recibía a las personas que llegaban a esta localidad con el propósito de visitar al pintor. Ahuyentaba a los curiosos y procuraba conceder entrevistas con el pintor a artistas, toreros, cantaores o españoles que trabajaban en Francia y deseaban conocer a su genial compatriota.
Picasso, siempre atento a los problemas de sus compatriotas —«era como un balón de oxígeno para nosotros», dirá Arias—, procuraba entablar conocimiento con ellos, y fue así como comenzó esta amistad que duraría hasta la desaparición del artista.
Eugenio Arias cuenta en el documental «Picasso: mi amigo en el exilio» su entrañable amistad durante 26 años con el pintor malagueño al que amortajó con una capa española.

## La colección
El contenido del museo es variado a pesar de tratarse de una pequeña colección de 65 obras, pues cuenta con cerámicas, litografías, carteles, dibujos y aguadas. Pero entre todas las obras, hay una que destaca del resto. Se trata de la caja donde Arias guardaba las herramientas utilizadas en su oficio: decorada en todas sus caras con motivos taurinos realizados con pirograbado, es la única obra conocida de Picasso en la que emplea esta técnica.
Las piezas que se exponen están inspiradas en la convivencia casi diaria de los dos amigos. Unas, producto de sus frecuentes visitas a los ruedos de Vallauris, Nîmes, Arlès...; otras surgían de una conversación o actividad del momento; otras de los deseos que compartían... y así se fue formando esta colección que ofrece una doble vertiente de Picasso: la faceta artística, que caracteriza su vida públicamente; y la de las relaciones más íntimamente humanas, que es la pura amistad entre dos hombres. En palabras de Eugenio Arias en el documental«Picasso: mi amigo en el exilio»: «Me dijo un periodista alemán que nunca había visto un museo como éste porque es un museo dedicado al arte y a la amistad».

### Los temas
Es más que evidente la abundancia de obras de carácter taurino. Desde la representación de las distintas suertes hasta los momentos más o menos trágicos de la corrida, pasando por un cartel anunciador de una corrida de toros en Vallauris, las obras de tipo erótico en las que intervienen la maja y el picador, o el Plato de toritos fritos. Todas reflejo de la pasión que Picasso y Arias sentían por la tauromaquia.
En las obras se tratan también otros temas recurrentes en Picasso, como los relacionados con los problemas y derechos humanos con los que el artista se comprometía, como por ejemplo la paz, la libertad y el derecho de huelga. Ejemplo de ello son Cartel Asturias 1963, Congreso Mundial por el Desarme General y la Paz" o "El Prisionero y la Paloma, litografía muy conocida por ser utilizada frecuentemente por Amnistía Internacional.
Por otro lado no podían faltar las referencias a la profesión de su amigo Arias, simbolizada, como en tiempos pasados, por la típica bacía de barbero. Y así, entre otras, se exponen dos bacías en cerámica, decorada una con las siluetas de Don Quijote y Sancho, y otra con dos toros de lidia.
Además de los temas reseñados, el museo ofrece otros como los referentes a asuntos mitológicos, el pintor y la modelo, el taller del artista, las representaciones alegóricas de la unión entre Francia y España, diversos rostros barbados, mosqueteros...

### Regalos cargados de afecto
Algunas de las obras que regaló Picasso encierran un doble sentido emotivo para el barbero:

Todos eran regalos cariñosos, pero algunos estaban cargados de afecto personal: por ejemplo, el retrato que hizo a mi madre, realizado con motivo de la petición de amnistía para los españoles encarcelados; las bacías de barbero realizadas como regalo de cumpleaños: una en honor de nuestra fiesta nacional y la otra en honor a Cervantes; la caja de mis herramientas decorada a fuego en homenaje a, como él decía, la mejor herramienta, la mano; el retrato de Jacqueline en un libro diciéndome "te debo esto, gracias Arias"; y “El pájaro del progreso”, una placa de cagafierro de 104x104 cm, que hizo para que lo pusiera en mi nuevo salón de peluquería.

Arias no solo recibió regalos de Picasso, sino también de Jacqueline, la mujer del pintor: El Picador, obra realizada en tinta aguada, es uno de ellos.

Picasso vivió en Vallauris con Françoise Gilot, madre de Claude y de Paloma, pero cuando conoció a Jaqueline su vida se trasformó. Jacqueline fue la mujer más importante para él.

## Biblioteca
El museo cuenta con un fondo bibliográfico de consulta para todo aquel que quiera conocer más de cerca la figura y la obra de Picasso: biografías, estudios de su obra en general y por épocas, de obras individuales (Guernica y Las señoritas de Aviñón), catálogos de museos... y algunas de sus obras literarias, poco conocidas por el gran público.
También se pueden consultar obras sobre arte, historia y literatura contemporáneos.

## Videoteca
En el documental "Picasso: mi amigo en el exilio" Eugenio Arias cuenta su vida junto a Picasso. Realizado en 2003 por José María Fraguas, en su peluquería de Vallauris cuenta con las opiniones del propio Arias y de los vecinos y amigos de ambos como el prestigioso fotógrafo André Villers.

## Prensa
- Eugenio Arias "Picasso: mi amigo en el exilio" el Documental
- Obituario
- Homenaje en Buirago

## Citas
En Vallauris estableció amistad con un peluquero español llamado Arias, y sintió que se podía confiar en este hombre. Arias se convirtió en el otro "yo" de Pablo. En presencia de su paisano perdía todo el temor.
Françoise Gilot

Una vez que fui a visitar a Picasso y hablaba con él de pintura también estaba Arias, el barbero de Buitrago y después de Vallauris, quien era uno de los mejores camaradas de Picasso en el exilio.
Jorge Semprún

El barbero de Picasso era la única persona que no hacía elogios de la obra picassiana, la única a la que aceptaba el pintor críticas adversas sin pelos en la lengua: "¡Eso son mamarrachadas!", solía decir Arias.
Antonio D. Olano

Picasso fue como mi segundo padre y fue testigo de mi boda.
Entrevista para el Documental sobre la vida de Eugenio Arias titulado "Picasso: mi amigo en el exilio" dirigido por José María Fraguas con la ayuda del hijo de Eugenio, Pierre Arias